# Encephalartos laurentianus
Encephalartos laurentianus je druh cykasu z čeledi zamiovité (Zamiaceae). Pochází z jihu Konga a severní Angoly, z okolí řeky Kwango River. Jedná se o cykas s největšími listy, které dorůstají délky až 7 metrů.

## Ochrana
Jedná se o chráněnou rostlinu jejíž přežití je v přírodě ohroženo. Druh Encephalartos laurentianus je zapsán na hlavním seznamu CITES I, který kontroluje obchod s ohroženými druhy – jak s rostlinami, tak i jejich semeny.